# بوب ماجنوسون
بوب ماجنوسون (بالإنجليزية: Bob Magnusson)‏ هو معلم موسيقى أمريكي، ولد في 24 فبراير 1947 في نيويورك في الولايات المتحدة.

## وصلات خارجية
- بوب ماجنوسون على موقع ميوزك برينز (الإنجليزية)
- بوب ماجنوسون على موقع أول ميوزيك (الإنجليزية)
- بوب ماجنوسون على موقع ديسكوغز (الإنجليزية)